# Louise Dobson
Louise Dobson (Shepparton, 1 de septiembre de 1972) es una exjugadora australiana de hockey sobre césped.

## Trayectoria
Dobson participó en los Juegos Olímpicos de  Atlanta 1996 y Atenas 2004. En su primera participación olímpica venció a Corea del Sur en la final y obtuvo la medalla de oro.